# شهر جدید تیس
شهر جدید تیس شهری از توابع شهرستان کنارک در استان سیستان و بلوچستان است. تیس از شهرهای جدید کشور است که در سال ۱۳۹۷ ثبت و در سال ۱۳۹۸ به صورت رسمی آغاز به کار کرد. این شهر در فاصله بین شهرستان کنارک و شهرستان چابهار در زمینی حدود ۴۰۰۰ هکتار احداث خواهد شد. شهر جدید تیس اولین شهر جدید ساحلی کشور و اولین شهر از نسل نوین شهرهای جدید کشور محسوب می‌شود. کارکرد اصلی شهر مبتنی بر گردشگری و مسکونی است.